# Acanthodactylus opheodurus
Acanthodactylus opheodurus är en ödleart som beskrevs av  Arnold 1980. Acanthodactylus opheodurus ingår i släktet fransfingerödlor, och familjen lacertider. IUCN kategoriserar arten globalt som livskraftig. Inga underarter finns listade i Catalogue of Life.